# Zagórze (Stanisław Dolny)
Zagórze – przysiółek wsi Stanisław Dolny w Polsce, położony w województwie małopolskim, w powiecie wadowickim, w gminie Kalwaria Zebrzydowska, na Pogórzu Wielickim, na wysokości 280–350 m n.p.m.
W latach 1975–1998 przysiółek położony był w województwie bielskim. 